# Championnat de France de football de deuxième division 2017-2018
Navigation
Ligue 2 2016-2017 Ligue 2 2018-2019
La saison 2017-2018 de Ligue 2 est la soixante-dix-neuvième édition du championnat de Ligue 2 (ou Division 2 jusqu'en 2002). La saison débute le 28 juillet 2017 et se terminera le 19 mai 2018. Deuxième niveau de la hiérarchie du football en France après la Ligue 1, le championnat oppose en matches aller-retour, vingt clubs professionnels, dont deux ou trois promus de National et deux ou trois relégués de Ligue 1
Instaurés la saison précédente, les barrages sont modifiés. Le barragiste qui affronte le 18e de Ligue 1 n'est plus directement le 3e de Ligue 2. Deux nouveaux matchs de barrage ont lieu auparavant : le premier oppose les équipes placées à la 4e et 5e place de la Ligue 2 en match simple, l'équipe classée 3e affronte ensuite le vainqueur, en match simple également. Le vainqueur de ce match dispute alors le barrage aller-retour contre l'équipe de l'élite.

## Clubs participants

### Relégations, promotions et décisions administratives
Originellement relégué de Ligue 1 2016-2017, le SC Bastia est finalement rétrogradé en troisième division par la Direction nationale du contrôle de gestion le 12 juillet 2017, décision confirmée par le Comité national olympique et sportif français huit jours plus tard. De par cette relégation, le club perd son statut professionnel ce qui enclenche un dépôt de bilan des dirigeants Bastiais, à la suite de cela le club se voit encore rétrogradé jusqu’en cinquième division (National 3). En remplacement, le perdant du barrage de promotion-relégation de la saison précédente, le Paris FC, est officiellement repêché de National par la Ligue de football professionnel le 25 juillet.

### Localisation
| \| AS Nancy · -Lorraine FC Lorient RC Lens Stade brestois Nîmes Olympique Stade de Reims Le Havre AC Gazélec Ajaccio Chamois niortais AC Ajaccio · Clermont Foot · FC Sochaux · -Montbéliard Valenciennes FC Bourg-Péronnas · Tours FC AJ Auxerre US Orléans US Quevilly · LB Châteauroux Paris FC \| Localisation des clubs engagés. |
| AS Nancy · -Lorraine FC Lorient RC Lens Stade brestois Nîmes Olympique Stade de Reims Le Havre AC Gazélec Ajaccio Chamois niortais AC Ajaccio · Clermont Foot · FC Sochaux · -Montbéliard Valenciennes FC Bourg-Péronnas · Tours FC AJ Auxerre US Orléans US Quevilly · LB Châteauroux Paris FC                                       |

### Liste des clubs participants
Les équipes classées de la 4e à la 18e place de Ligue 2 2016-2017, les 18e et 19e de Ligue 1 2016-2017, les trois premiers de National 2016-2017 participent à la compétition.
| Club                        | En L2 depuis | Classement 2016-2017 | Budget (en M€) | Entraîneur           | Depuis | Stade                                                    | Capacité      | Nombre de saisons en Ligue 2 |
| --------------------------- | ------------ | -------------------- | -------------- | -------------------- | ------ | -------------------------------------------------------- | ------------- | ---------------------------- |
| FC Lorient                  | 2017         | 18e (Ligue 1)        | 19             | Mickaël Landreau     | 2017   | Stade du Moustoir                                        | 18 500        | 23                           |
| AS Nancy-Lorraine           | 2017         | 19e (Ligue 1)        | 15             | Didier Tholot        | 2018   | Stade Marcel-Picot                                       | 20 087        | 20                           |
| RC Lens                     | 2015         | 4e                   | 38,3           | Éric Sikora          | 2017   | Stade Bollaert-Delelis                                   | 38 223        | 15                           |
| Stade brestois 29           | 2013         | 5e                   | 13             | Jean-Marc Furlan     | 2016   | Stade Francis-Le Blé                                     | 16 000        | 21                           |
| Nîmes Olympique             | 2012         | 6e                   | 8,5            | Bernard Blaquart     | 2015   | Stade des Costières                                      | 18 482        | 29                           |
| Stade de Reims              | 2016         | 7e                   | 16             | David Guion          | 2017   | Stade Auguste-Delaune                                    | 21 628        | 26                           |
| Le Havre AC                 | 2009         | 8e                   | 13,5           | Oswald Tanchot       | 2016   | Stade Océane                                             | 25 178        | 35                           |
| GFC Ajaccio                 | 2016         | 9e                   | 7,5            | Albert Cartier       | 2017   | Stade Ange-Casanova                                      | 8 000         | 7                            |
| Chamois niortais FC         | 2012         | 10e                  | 8              | Denis Renaud         | 2016   | Stade René-Gaillard                                      | 11 352        | 25                           |
| AC Ajaccio                  | 2014         | 11e                  | 10,7           | Olivier Pantaloni    | 2014   | Stade François-Coty                                      | 10 446        | 15                           |
| Clermont Foot 63            | 2007         | 12e                  | 7              | Pascal Gastien       | 2017   | Stade Gabriel-Montpied                                   | 11 980        | 16                           |
| FC Sochaux-Montbéliard      | 2014         | 13e                  | 16             | Peter Zeidler        | 2017   | Stade Auguste-Bonal                                      | 20 005        | 13                           |
| Valenciennes FC             | 2014         | 14e                  | 10             | Réginald Ray         | 2017   | Stade du Hainaut                                         | 24 926        | 29                           |
| Bourg-en-Bresse 01          | 2015         | 15e                  | 7,5            | Hervé Della Maggiore | 2008   | Stade Marcel-Verchère                                    | 11 400        | 2                            |
| Tours FC                    | 2008         | 16e                  | 8              | Jorge Costa          | 2017   | Stade de la Vallée du Cher                               | 13 000        | 24                           |
| AJ Auxerre                  | 2012         | 17e                  | 20             | Pablo Correa         | 2017   | Stade de l'Abbé-Deschamps                                | 18 101        | 11                           |
| US Orléans                  | 2016         | 18e                  | 7              | Didier Ollé-Nicolle  | 2016   | Stade de la Source                                       | 8 000         | 29                           |
| LB Châteauroux              | 2017         | 1er (National)       | 8              | Jean-Luc Vasseur     | 2017   | Stade Gaston-Petit                                       | 17 072        | 37                           |
| US Quevilly-Rouen Métropole | 2017         | 2e (National)        | 6,1            | Emmanuel Da Costa    | 2013   | MMArena (cinq premiers matchs) puis Stade Robert-Diochon | 25 000 12 018 | 2                            |
| Paris FC                    | 2017         | 3e (National)        | 10             | Fabien Mercadal      | 2017   | Stade Charléty                                           | 19 151        | 10                           |

### Changements d'entraîneur
| Club                   | Entraîneur partant  | Motif du départ                            | Date de départ    | Position   | Entraîneur arrivant | Date d'arrivée     |
| ---------------------- | ------------------- | ------------------------------------------ | ----------------- | ---------- | ------------------- | ------------------ |
| FC Sochaux-Montbéliard | Albert Cartier      | Fin de contrat                             | 20 mai 2017       | Pré-saison | Peter Zeidler       | 1er juin 2017      |
| Stade de Reims         | Michel Der Zakarian | Signé par le Montpellier HSC               | 21 mai 2017       | Pré-saison | David Guion         | 22 mai 2017        |
| GFC Ajaccio            | Jean-Luc Vannuchi   | Consentement mutuel                        | 26 mai 2017       | Pré-saison | Albert Cartier      | 30 mai 2017        |
| Paris FC               | Réginald Ray        | Consentement mutuel                        | 29 mai 2017       | Pré-saison | Fabien Mercadal     | 21 juin 2017       |
| FC Lorient             | Bernard Casoni      | Fin de contrat                             | 30 mai 2017       | Pré-saison | Mickaël Landreau    | 30 mai 2017        |
| AJ Auxerre             | Cédric Daury        | Devient directeur sportif                  | 1er juin 2017     | Pré-saison | Francis Gillot      | 1er juin 2017      |
| LB Châteauroux         | Michel Estevan      | Renvoi                                     | 1er juin 2017     | Pré-saison | Jean-Luc Vasseur    | 6 juin 2017        |
| RC Lens                | Alain Casanova      | Licenciement                               | 20 août 2017      | 19e        | Éric Sikora         | 20 août 2017       |
| AS Nancy-Lorraine      | Pablo Correa        | Licenciement                               | 29 août 2017      | 16e        | Vincent Hognon      | 30 août 2017       |
| Clermont Foot 63       | Corinne Diacre      | Nommée sélectionneur de la France féminine | 30 août 2017      | 8e         | Pascal Gastien      | 1er septembre 2017 |
| Valenciennes FC        | Faruk Hadžibegić    | Renvoi                                     | 26 septembre 2017 | 11e        | Réginald Ray        | 14 octobre 2017    |
| Tours FC               | Gilbert Zoonekynd   | Renvoi                                     | 15 octobre 2017   | 20e        | Jorge Costa         | 22 novembre 2017   |
| AJ Auxerre             | Francis Gillot      | Renvoi                                     | 9 décembre 2017   | 16e        | Pablo Correa        | 21 décembre 2017   |
| AS Nancy-Lorraine      | Vincent Hognon      | Renvoi                                     | 23 janvier 2018   | 17e        | Patrick Gabriel     | 29 janvier 2018    |
| AS Nancy-Lorraine      | Patrick Gabriel     | Renvoi                                     | 2 avril 2018      | 19e        | Didier Tholot       | 3 avril 2018       |

## Compétition

### Règlement
Le classement est calculé avec le barème de points suivant : une victoire vaut trois points, le match nul un. La défaite ne rapporte aucun point.
À partir de la saison 2017-2018, les critères de départage connaissent plusieurs modifications afin de mettre plus en avant les résultats en confrontations directes, bien que la différence de but générale reste le principal critère de départage en cas d'égalité de points. Ceux-ci se présentent donc ainsi :
1. plus grand nombre de points ;
2. plus grande différence de buts générale ;
3. plus grand nombre de points dans les confrontations directes ;
4. plus grande différence de buts particulière
5. plus grand nombre de buts dans les confrontations directes ;
6. plus grand nombre de buts à l'extérieur dans les confrontations directes ;
7. plus grand nombre de buts marqués ;
8. plus grand nombre de buts marqués à l'extérieur ;
9. plus grand nombre de buts marqués sur une rencontre de championnat ;
10. meilleure place au Challenge du fair-play (1 point par joueur averti, 3 points par joueur exclu)

L'organisation et la gestion du Championnat de France de Ligue 2 sont confiées à la Ligue de football professionnel, qui décerne le titre de champion de France de Ligue 2 au club dont l'équipe termine en tête du classement à l'issue de la dernière journée de la compétition.
À la fin de la saison, les deux premières équipes du classement accèdent à la Ligue 1. Le 4e et le 5e disputent un match de play-off dont le vainqueur affronte ensuite le 3e pour déterminer celui qui disputera un barrage en matchs aller-retour contre le 18e de Ligue 1.
Les deux dernières équipes sont reléguées en National. Le 18e dispute un barrage en matchs aller-retour contre le 3e de National.

### Classement général
| Rang | Équipe                        | Pts | J  | G  | N  | P  | Bp | Bc | Diff |
| ---- | ----------------------------- | --- | -- | -- | -- | -- | -- | -- | ---- |
| 1    | Stade de Reims                | 88  | 38 | 28 | 4  | 6  | 74 | 24 | +50  |
| 2    | Nîmes Olympique               | 73  | 38 | 22 | 7  | 9  | 75 | 37 | +38  |
| 3    | AC Ajaccio                    | 68  | 38 | 20 | 8  | 10 | 62 | 43 | +19  |
| 4    | Le Havre AC                   | 66  | 38 | 19 | 9  | 10 | 53 | 34 | +19  |
| 5    | Stade brestois 29             | 65  | 38 | 18 | 11 | 9  | 58 | 43 | +15  |
| 6    | Clermont Foot 63              | 63  | 38 | 17 | 12 | 9  | 54 | 36 | +18  |
| 7    | FC Lorient R                  | 62  | 38 | 18 | 8  | 12 | 61 | 46 | +15  |
| 8    | Paris FC P                    | 61  | 38 | 16 | 13 | 9  | 46 | 36 | +10  |
| 9    | LB Châteauroux P              | 60  | 38 | 17 | 9  | 12 | 50 | 50 | 0    |
| 10   | FC Sochaux-Montbéliard        | 53  | 38 | 15 | 8  | 15 | 51 | 62 | -11  |
| 11   | AJ Auxerre                    | 47  | 38 | 13 | 8  | 17 | 51 | 55 | -4   |
| 12   | US Orléans                    | 46  | 38 | 12 | 10 | 16 | 52 | 61 | -9   |
| 13   | Valenciennes FC               | 45  | 38 | 12 | 9  | 17 | 50 | 64 | -14  |
| 14   | RC Lens                       | 43  | 38 | 11 | 10 | 17 | 48 | 49 | -1   |
| 15   | Chamois niortais              | 42  | 38 | 11 | 9  | 18 | 47 | 60 | -13  |
| 16   | GFC Ajaccio                   | 41  | 38 | 11 | 8  | 19 | 35 | 60 | -25  |
| 17   | AS Nancy-Lorraine R           | 38  | 38 | 9  | 11 | 18 | 39 | 54 | -15  |
| 18   | Bourg-en-Bresse 01            | 36  | 38 | 10 | 6  | 22 | 50 | 87 | -37  |
| 19   | US Quevilly-Rouen Métropole P | 33  | 38 | 9  | 6  | 23 | 45 | 66 | -21  |
| 20   | Tours FC                      | 23  | 38 | 5  | 8  | 25 | 34 | 68 | -34  |

Promotions et relégations
- Promotion en Ligue 1 2018-2019
- Barrages de promotion en Ligue 1
- Barrages de relégation en National
- Relégation en National 2018-2019

Abréviations
- P : Promu de National 2016-2017
- R : Relégué de Ligue 1 2016-2017

### Matchs
| Résultats (▼dom., ►ext.)                                   | ACA | GFCA | AJA | BOU | SB29 | LBC | CF63 | HAC | RCL | FCL | ASNL | NÎM | NIO | USO | PFC | QRM | SDR | FCSM | TFC | VAFC |
| AC Ajaccio                                                 |     | 2-0  | 3-1 | 2-0 | 2-1  | 1-2 | 2-1  | 1-0 | 2-0 | 3-2 | 2-0  | 1-4 | 2-2 | 1-1 | 2-0 | 2-0 | 0-1 | 3-2  | 2-1 | 3-0  |
| GFC Ajaccio                                                | 0-1 |      | 3-1 | 1-2 | 1-1  | 2-1 | 2-1  | 1-1 | 1-1 | 0-0 | 2-1  | 2-0 | 0-2 | 1-0 | 0-0 | 1-0 | 1-2 | 0-1  | 3-2 | 3-4  |
| AJ Auxerre                                                 | 1-1 | 0-1  |     | 3-1 | 1-2  | 1-2 | 1-2  | 1-1 | 1-0 | 1-0 | 1-1  | 0-0 | 5-0 | 1-3 | 1-1 | 2-1 | 1-4 | 2-0  | 1-1 | 2-0  |
| Bourg-en-Bresse 01                                         | 5-4 | 2-0  | 1-1 |     | 2-4  | 3-0 | 0-2  | 2-1 | 0-6 | 2-2 | 3-2  | 2-2 | 0-1 | 4-0 | 1-2 | 3-5 | 0-2 | 2-1  | 1-1 | 1-3  |
| Stade brestois 29                                          | 2-3 | 0-0  | 1-1 | 3-0 |      | 2-3 | 1-0  | 1-0 | 1-1 | 3-0 | 2-1  | 0-2 | 2-0 | 0-1 | 1-1 | 2-0 | 0-0 | 1-0  | 1-3 | 3-1  |
| LB Châteauroux                                             | 0-2 | 4-1  | 1-2 | 3-1 | 2-2  |     | 0-2  | 2-1 | 0-0 | 3-1 | 1-0  | 1-0 | 2-1 | 0-0 | 0-0 | 3-2 | 3-1 | 1-1  | 1-0 | 0-1  |
| Clermont Foot 63                                           | 1-1 | 1-0  | 1-0 | 4-1 | 1-2  | 1-1 |      | 3-0 | 1-0 | 0-2 | 2-0  | 1-1 | 2-2 | 4-2 | 2-2 | 1-1 | 2-1 | 0-2  | 2-0 | 3-0  |
| Le Havre AC                                                | 2-0 | 2-1  | 4-1 | 0-0 | 1-0  | 1-1 | 2-1  |     | 1-0 | 3-2 | 3-0  | 2-1 | 2-1 | 1-1 | 1-1 | 0-2 | 0-0 | 1-0  | 2-0 | 1-0  |
| RC Lens                                                    | 2-0 | 2-0  | 2-1 | 0-1 | 2-4  | 2-1 | 0-1  | 3-3 |     | 2-3 | 1-1  | 1-2 | 3-1 | 0-1 | 1-0 | 2-0 | 0-1 | 0-1  | 2-0 | 1-1  |
| FC Lorient                                                 | 2-0 | 4-1  | 1-3 | 6-0 | 4-2  | 3-0 | 1-1  | 1-0 | 1-1 |     | 0-0  | 1-2 | 0-0 | 3-1 | 2-0 | 1-1 | 2-1 | 2-1  | 2-0 | 0-1  |
| AS Nancy-Lorraine                                          | 2-2 | 1-0  | 2-1 | 2-1 | 2-2  | 4-1 | 2-2  | 0-3 | 1-1 | 0-2 |      | 0-2 | 0-0 | 3-0 | 1-2 | 1-2 | 0-2 | 2-2  | 3-1 | 3-0  |
| Nîmes Olympique                                            | 1-1 | 4-0  | 3-0 | 4-0 | 4-0  | 3-0 | 3-1  | 1-0 | 0-1 | 1-0 | 0-0  |     | 1-5 | 4-1 | 2-1 | 4-1 | 0-1 | 0-2  | 2-2 | 1-0  |
| Chamois niortais                                           | 0-0 | 4-1  | 2-0 | 2-0 | 0-2  | 2-1 | 1-1  | 0-1 | 2-2 | 1-2 | 0-0  | 1-4 |     | 2-3 | 0-2 | 2-1 | 1-2 | 1-1  | 2-1 | 1-2  |
| US Orléans                                                 | 0-0 | 2-0  | 2-3 | 5-1 | 1-1  | 1-1 | 1-2  | 2-1 | 2-0 | 1-2 | 3-1  | 1-4 | 3-1 |     | 1-1 | 2-1 | 0-2 | 3-3  | 1-1 | 3-4  |
| Paris FC                                                   | 2-1 | 0-0  | 2-1 | 2-0 | 0-1  | 0-0 | 0-0  | 0-3 | 2-2 | 1-1 | 2-1  | 2-1 | 0-1 | 1-0 |     | 2-0 | 0-3 | 2-0  | 2-0 | 3-2  |
| US Quevilly-Rouen                                          | 0-1 | 0-2  | 4-1 | 1-4 | 1-4  | 0-1 | 0-2  | 0-2 | 1-2 | 3-0 | 2-0  | 1-3 | 1-2 | 1-0 | 0-4 |     | 1-2 | 1-1  | 4-0 | 2-2  |
| Stade de Reims                                             | 1-0 | 5-0  | 2-0 | 3-0 | 0-1  | 4-0 | 1-0  | 0-1 | 3-1 | 0-1 | 3-0  | 2-2 | 3-1 | 2-0 | 1-1 | 2-1 |     | 3-0  | 1-0 | 5-1  |
| FC Sochaux-Montbéliard                                     | 1-6 | 4-1  | 0-4 | 2-0 | 1-1  | 1-5 | 1-3  | 3-2 | 3-2 | 0-2 | 1-0  | 2-1 | 2-1 | 3-2 | 1-0 | 0-1 | 2-4 |      | 0-0 | 3-1  |
| Tours FC                                                   | 1-3 | 1-2  | 0-2 | 3-2 | 1-2  | 0-1 | 0-0  | 0-3 | 4-2 | 3-1 | 1-2  | 0-4 | 2-1 | 1-1 | 1-2 | 2-2 | 0-1 | 0-1  |     | 1-2  |
| Valenciennes FC                                            | 2-0 | 1-1  | 0-2 | 2-2 | 0-0  | 1-2 | 0-0  | 1-1 | 1-0 | 4-2 | 0-1  | 1-2 | 4-1 | 0-1 | 2-4 | 1-1 | 1-3 | 2-2  | 2-0 |      |
| - Victoire à domicile - Match nul - Victoire à l'extérieur |     |      |     |     |      |     |      |     |     |     |      |     |     |     |     |     |     |      |     |      |

### Matchs de barrages

#### Barrages de promotion
|  | Barrages de Ligue 2 - Match 1 | Barrages de Ligue 2 - Match 1 | Barrages de Ligue 2 - Match 1 | Barrages de Ligue 2 - Match 1 |   |   | Barrages de Ligue 2 - Match 2 | Barrages de Ligue 2 - Match 2 | Barrages de Ligue 2 - Match 2 | Barrages de Ligue 2 - Match 2 |  |  | Barrages Ligue 1 | Barrages Ligue 1 | Barrages Ligue 1 | Barrages Ligue 1 |
|  |                               |                               |                               |                               |   |   |                               |                               |                               |                               |  |  |                  |                  |                  |                  |
|  |                               |                               |                               |                               |   |   |                               |                               |                               |                               |  |  |                  |                  |                  |                  |
|  |                               |                               |                               |                               |   |   |                               |                               |                               |                               |  |  |                  |                  |                  |                  |
|  |                               |                               |                               |                               |   |   |                               |                               |                               |                               |  |  |                  |                  |                  |                  |
|  |                               |                               |                               |                               |   |   |                               |                               |                               |                               |  |  |                  |                  |                  |                  |
|  |                               |                               |                               |                               |   |   |                               |                               |                               |                               |  |  |                  |                  |                  |                  |
|  |                               |                               |                               |                               |   |   |                               |                               |                               |                               |  |  |                  |                  |                  |                  |
|  |                               |                               |                               |                               |   |   |                               |                               |                               |                               |  |  |                  |                  |                  |                  |
|  |                               |                               |                               |                               |   |   |                               |                               |                               |                               |  |  |                  |                  |                  |                  |
|  |                               |                               |                               |                               |   |   |                               |                               |                               |                               |  |  |                  |                  |                  |                  |
|  |                               |                               |                               |                               |   |   |                               |                               |                               |                               |  |  |                  |                  |                  |                  |
|  |                               |                               |                               |                               |   |   |                               |                               |                               |                               |  |  |                  |                  |                  |                  |
|  | 18e L1                        | 18e Toulouse FC               | 3                             | 1                             |   |   |                               |                               |                               |                               |  |  |                  |                  |                  |                  |
|  | 18e L1                        | 18e Toulouse FC               | 3                             | 1                             |   |   |                               |                               |                               |                               |  |  |                  |                  |                  |                  |
|  |                               |                               | 3e L2                         | 3e AC Ajaccio                 | 0 | 0 |                               |                               |                               |                               |  |  |                  |                  |                  |                  |
|  |                               |                               |                               |                               | 0 | 0 |                               |                               |                               |                               |  |  |                  |                  |                  |                  |
|  |                               |                               |                               |                               |   |   |                               |                               |                               |                               |  |  |                  |                  |                  |                  |
|  |                               |                               |                               |                               |   |   |                               |                               |                               |                               |  |  |                  |                  |                  |                  |
|  | 3e L2                         | 3e AC Ajaccio                 | 2 a. p.                       | 2 a. p.                       |   |   |                               |                               |                               |                               |  |  |                  |                  |                  |                  |
|  | 3e L2                         | 3e AC Ajaccio                 | 2 a. p.                       | 2 a. p.                       |   |   |                               |                               |                               |                               |  |  |                  |                  |                  |                  |
|  |                               |                               | 4e L2                         | 4e Le Havre AC                | 2 | 2 |                               |                               |                               |                               |  |  |                  |                  |                  |                  |
|  | 4e L2                         | 4e Le Havre AC                | 4e L2                         | 4e Le Havre AC                | 2 | 2 | 2                             | 2                             |                               |                               |  |  |                  |                  |                  |                  |
|  | 4e L2                         | 4e Le Havre AC                |                               |                               |   |   |                               | 2                             |                               |                               |  |  |                  |                  |                  |                  |
|  | 5e L2                         | 5e Stade brestois 29          | 0                             | 0                             |   |   |                               |                               |                               |                               |  |  |                  |                  |                  |                  |
|  | 5e L2                         | 5e Stade brestois 29          | 0                             | 0                             |   |   |                               |                               |                               |                               |  |  |                  |                  |                  |                  |
|  |                               |                               |                               |                               |   |   |                               |                               |                               |                               |  |  |                  |                  |                  |                  |

Le 5e au 3e de Ligue 2 prennent part à des playoffs en matchs unique dont le vainqueur affronte le 18e de la Ligue 1 dans le cadre d'un barrage aller-retour pour une place dans cette division la saison suivante. 
Le match AC Ajaccio - Le Havre qui devait se dérouler le vendredi 18 mai a été reporté au dimanche 20 mai à la suite d'incidents. Le club du Havre décide de saisir la Ligue de Football Professionnel le 21 mai 2018, afin d'obtenir une victoire sur tapis vert en raison de plusieurs raisons dénoncées. La LFP les déboute de leur demande, mais informe que le match aller de barrages sera joué à huis clos au stade de la Mosson de Montpellier, car elle suspend à titre conservatoire le stade de l'ACA.
Le match aller AC Ajaccio - Toulouse FC se joue à huis clos et délocalisé au Stade de la Mosson à Montpellier à la suite des événements du barrage de ligue 2 entre Le Havre et Ajaccio.
| Match 1                 | (L2) Le Havre AC          | 2 - 0   | Stade brestois 29 (L2) | Stade Océane, Le Havre                                                                 |                                                                                        |
| Mardi 15 mai 2018 20h45 | Fontaine 38e · Bonnet 88e | (1 - 0) |                        | Spectateurs : 13 591 Diffuseur : Canal+ Sport, beIN Sports 1 Arbitrage : Benoît Millot | Spectateurs : 13 591 Diffuseur : Canal+ Sport, beIN Sports 1 Arbitrage : Benoît Millot |
| Mardi 15 mai 2018 20h45 | Rapport                   |         |                        | Spectateurs : 13 591 Diffuseur : Canal+ Sport, beIN Sports 1 Arbitrage : Benoît Millot | Spectateurs : 13 591 Diffuseur : Canal+ Sport, beIN Sports 1 Arbitrage : Benoît Millot |

| Match 2                    | (L2) AC Ajaccio                              | 2 - 2 a. p.           | Le Havre AC (L2)                   | Stade François-Coty, Ajaccio                                        |                                                                     |
| Dimanche 20 mai 2018 19h00 | Gimbert 16e · Camara 120e                    | (1 - 1, 1 - 1, 1 - 1) | 36e 111e (pen.) Mateta             | Diffuseur : Canal+ Sport, beIN Sports 2 Arbitrage : Frank Schneider | Diffuseur : Canal+ Sport, beIN Sports 2 Arbitrage : Frank Schneider |
| Dimanche 20 mai 2018 19h00 | Rapport                                      |                       |                                    | Diffuseur : Canal+ Sport, beIN Sports 2 Arbitrage : Frank Schneider | Diffuseur : Canal+ Sport, beIN Sports 2 Arbitrage : Frank Schneider |
| Dimanche 20 mai 2018 19h00 | Selemani · Laci · Camara · Lejeune · Gimbert | Tirs au but 5 - 3     | Ferhat · Guitane · Fontaine · Gory | Diffuseur : Canal+ Sport, beIN Sports 2 Arbitrage : Frank Schneider | Diffuseur : Canal+ Sport, beIN Sports 2 Arbitrage : Frank Schneider |

| Match aller                | (L2) AC Ajaccio | 0 - 3   | Toulouse FC (L1)                        | Stade de la Mosson, Montpellier                                                                        | |
| Mercredi 23 mai 2018 20h45 |                 | (0 - 1) | 45+3e Gradel · 51e Jullien · 65e Sanogo | Spectateurs : (huis-clos de pénalité) Diffuseur : Canal+ Sport, beIN Sports 1 Arbitrage : Ruddy Buquet | Spectateurs : (huis-clos de pénalité) Diffuseur : Canal+ Sport, beIN Sports 1 Arbitrage : Ruddy Buquet |
| Mercredi 23 mai 2018 20h45 | Rapport         |         |                                         | Spectateurs : (huis-clos de pénalité) Diffuseur : Canal+ Sport, beIN Sports 1 Arbitrage : Ruddy Buquet | Spectateurs : (huis-clos de pénalité) Diffuseur : Canal+ Sport, beIN Sports 1 Arbitrage : Ruddy Buquet |

| Match retour               | (L1) Toulouse FC | 1 - 0   | AC Ajaccio (L2) | Stadium, Toulouse                                                                 |                                                                                   |
| Dimanche 27 mai 2018 21h00 | Durmaz 88e       | (0 - 0) |                 | Spectateurs : 25 487 Diffuseur : Canal+, beIN Sports 1 Arbitrage : Benoît Bastien | Spectateurs : 25 487 Diffuseur : Canal+, beIN Sports 1 Arbitrage : Benoît Bastien |
| Dimanche 27 mai 2018 21h00 | Rapport          |         |                 | Spectateurs : 25 487 Diffuseur : Canal+, beIN Sports 1 Arbitrage : Benoît Bastien | Spectateurs : 25 487 Diffuseur : Canal+, beIN Sports 1 Arbitrage : Benoît Bastien |

#### Barrages de relégation
Les barrages de promotion entre le troisième de National et le dix-huitième de Ligue 2 prennent place durant le mois de mai 2018. Le vainqueur de ces barrages obtient une place pour le championnat de Ligue 2 tandis que le perdant va en National 2018-2019.
| Match aller             | (N1) Grenoble Foot 38    | 2 - 1   | Bourg-en-Bresse 01 (L2) | Stade des Alpes, Grenoble                                                                                   | |
| Mardi 22 mai 2018 20h45 | Sotoca 1re · Belvito 83e | (1 - 1) | 45e Bègue               | Spectateurs : (huis-clos de pénalité) Diffuseur : Canal+ Sport, beIN Sports 1 Arbitrage : Nicolas Rainville | Spectateurs : (huis-clos de pénalité) Diffuseur : Canal+ Sport, beIN Sports 1 Arbitrage : Nicolas Rainville |
| Mardi 22 mai 2018 20h45 | Rapport                  |         |                         | Spectateurs : (huis-clos de pénalité) Diffuseur : Canal+ Sport, beIN Sports 1 Arbitrage : Nicolas Rainville | Spectateurs : (huis-clos de pénalité) Diffuseur : Canal+ Sport, beIN Sports 1 Arbitrage : Nicolas Rainville |

| Match retour               | (L2) Bourg-en-Bresse 01 | 0 - 0   | Grenoble Foot 38 (N1) | Stade Marcel-Verchère, Bourg-en-Bresse                                |                                                                       |
| Dimanche 27 mai 2018 18h00 |                         | (0 - 0) |                       | Diffuseur : Canal+ Sport, beIN Sports 2 Arbitrage : François Letexier | Diffuseur : Canal+ Sport, beIN Sports 2 Arbitrage : François Letexier |
| Dimanche 27 mai 2018 18h00 | Rapport                 |         |                       | Diffuseur : Canal+ Sport, beIN Sports 2 Arbitrage : François Letexier | Diffuseur : Canal+ Sport, beIN Sports 2 Arbitrage : François Letexier |

## Statistiques

### Domicile et extérieur
| Rang | Équipe                   | Pts | J  | G  | N | P  | Bp | Bc | Diff |
| ---- | ------------------------ | --- | -- | -- | - | -- | -- | -- | ---- |
| 1    | Stade de Reims           | 44  | 19 | 14 | 2 | 3  | 41 | 10 | +31  |
| 2    | AC Ajaccio               | 44  | 19 | 14 | 2 | 3  | 36 | 18 | +18  |
| 3    | Le Havre AC              | 44  | 19 | 13 | 5 | 1  | 29 | 12 | +17  |
| 4    | Nîmes Olympique          | 39  | 19 | 12 | 3 | 4  | 38 | 16 | +22  |
| 5    | FC Lorient               | 38  | 19 | 11 | 5 | 3  | 36 | 15 | +21  |
| 6    | Clermont Foot 63         | 36  | 19 | 10 | 6 | 3  | 32 | 18 | +14  |
| 7    | LB Châteauroux           | 35  | 19 | 10 | 5 | 4  | 27 | 18 | +9   |
| 8    | Paris FC                 | 35  | 19 | 10 | 5 | 4  | 23 | 17 | +6   |
| 9    | Stade brestois 29        | 32  | 19 | 9  | 5 | 5  | 26 | 17 | +9   |
| 10   | FC Sochaux-Montbéliard   | 32  | 19 | 10 | 2 | 7  | 30 | 36 | -6   |
| 11   | GFC Ajaccio              | 29  | 19 | 8  | 5 | 6  | 24 | 21 | +3   |
| 12   | US Orléans               | 27  | 19 | 7  | 6 | 6  | 34 | 29 | +5   |
| 13   | AJ Auxerre               | 27  | 19 | 7  | 6 | 6  | 26 | 21 | +5   |
| 14   | RC Lens                  | 27  | 19 | 8  | 3 | 8  | 26 | 22 | +4   |
| 15   | AS Nancy-Lorraine        | 27  | 19 | 7  | 6 | 6  | 28 | 25 | +3   |
| 16   | Bourg-en-Bresse 01       | 25  | 19 | 7  | 4 | 8  | 34 | 39 | -5   |
| 17   | Chamois niortais         | 23  | 19 | 6  | 5 | 8  | 24 | 26 | -2   |
| 18   | Valenciennes FC          | 22  | 19 | 5  | 7 | 7  | 25 | 25 | 0    |
| 19   | Quevilly-Rouen Métropole | 17  | 19 | 5  | 2 | 12 | 23 | 33 | -10  |
| 20   | Tours FC                 | 15  | 19 | 4  | 3 | 12 | 21 | 34 | -13  |

| Rang | Équipe                   | Pts | J  | G  | N | P  | Bp | Bc | Diff |
| ---- | ------------------------ | --- | -- | -- | - | -- | -- | -- | ---- |
| 1    | Stade de Reims           | 44  | 19 | 14 | 2 | 3  | 33 | 14 | +19  |
| 2    | Nîmes Olympique          | 34  | 19 | 10 | 4 | 5  | 37 | 21 | +16  |
| 3    | Stade brestois 29        | 33  | 19 | 9  | 6 | 4  | 32 | 26 | +6   |
| 4    | Clermont Foot 63         | 27  | 19 | 7  | 6 | 6  | 22 | 18 | +4   |
| 5    | Paris FC                 | 26  | 19 | 6  | 8 | 5  | 23 | 19 | +4   |
| 6    | LB Châteauroux           | 25  | 19 | 7  | 4 | 8  | 23 | 32 | -9   |
| 7    | AC Ajaccio               | 24  | 19 | 6  | 6 | 7  | 26 | 25 | +1   |
| 8    | FC Lorient               | 24  | 19 | 7  | 3 | 9  | 25 | 31 | -6   |
| 9    | Valenciennes FC          | 23  | 19 | 7  | 2 | 10 | 25 | 39 | -14  |
| 10   | Le Havre AC              | 22  | 19 | 6  | 4 | 9  | 24 | 22 | +2   |
| 11   | FC Sochaux-Montbéliard   | 21  | 19 | 5  | 6 | 8  | 21 | 26 | -5   |
| 12   | AJ Auxerre               | 20  | 19 | 6  | 2 | 11 | 25 | 34 | -9   |
| 13   | Chamois niortais         | 19  | 19 | 5  | 4 | 10 | 23 | 34 | -11  |
| 14   | US Orléans               | 19  | 19 | 5  | 4 | 10 | 18 | 32 | -14  |
| 15   | RC Lens                  | 16  | 19 | 3  | 7 | 9  | 22 | 27 | -5   |
| 16   | Quevilly-Rouen Métropole | 16  | 19 | 4  | 4 | 11 | 22 | 33 | -11  |
| 17   | GFC Ajaccio              | 12  | 19 | 3  | 3 | 13 | 11 | 39 | -28  |
| 18   | AS Nancy-Lorraine        | 11  | 19 | 2  | 5 | 12 | 11 | 29 | -18  |
| 19   | Bourg-en-Bresse 01       | 11  | 19 | 3  | 2 | 14 | 16 | 48 | -32  |
| 20   | Tours FC                 | 8   | 19 | 1  | 5 | 13 | 13 | 34 | -21  |

### Évolution du classement
Le tableau suivant récapitule le classement au terme de chacune des journées définies par le calendrier officiel, les matchs joués en retard sont pris en compte la journée suivante. Les colonnes « Journées promouvable/relégable » incluent les places de barragiste.
| Journées →      | 1  | 2  | 3  | 4  | 5  | 6  | 7  | 8  | 9  | 10 | 11 | 12 | 13 | 14 | 15 | 16 | 17 | 18 | 19 | 20 | 21 | 22 | 23 | 24 | 25 | 26 | 27 | 28 | 29 | 30 | 31 | 32 | 33 | 34 | 35 | 36 | 37 | 38 | prom. | b.p. | b.r. | rel. |
| Équipe ↓        |    |    |    |    |    |    |    |    |    |    |    |    |    |    |    |    |    |    |    |    |    |    |    |    |    |    |    |    |    |    |    |    |    |    |    |    |    |    |       |      |      |      |
| --------------- | -- | -- | -- | -- | -- | -- | -- | -- | -- | -- | -- | -- | -- | -- | -- | -- | -- | -- | -- | -- | -- | -- | -- | -- | -- | -- | -- | -- | -- | -- | -- | -- | -- | -- | -- | -- | -- | -- | ----- | ---- | ---- | ---- |
| GFC Ajaccio     | 8  | 13 | 13 | 8  | 15 | 15 | 14 | 15 | 12 | 16 | 13 | 15 | 15 | 13 | 12 | 12 | 13 | 13 | 14 | 15 | 15 | 11 | 11 | 13 | 14 | 15 | 15 | 16 | 16 | 16 | 16 | 16 | 16 | 15 | 15 | 15 | 15 | 16 |       |      |      |      |
| AC Ajaccio      | 13 | 7  | 8  | 6  | 4  | 7  | 11 | 9  | 3  | 2  | 2  | 2  | 2  | 3  | 4  | 6  | 7  | 5  | 3  | 3  | 3  | 4  | 4  | 3  | 3  | 4  | 3  | 4  | 3  | 3  | 3  | 3  | 3  | 3  | 3  | 3  | 3  | 3  | 4     | 25   |      |      |
| Auxerre         | 6  | 11 | 15 | 17 | 17 | 17 | 18 | 17 | 17 | 13 | 14 | 11 | 12 | 15 | 15 | 15 | 15 | 16 | 17 | 17 | 16 | 12 | 14 | 11 | 12 | 11 | 11 | 12 | 12 | 11 | 11 | 11 | 11 | 11 | 12 | 11 | 11 | 11 |       |      | 1    |      |
| Bourg-en-Bresse | 19 | 19 | 12 | 16 | 14 | 16 | 13 | 14 | 10 | 14 | 17 | 17 | 17 | 17 | 18 | 18 | 18 | 18 | 18 | 18 | 19 | 19 | 18 | 18 | 19 | 18 | 18 | 17 | 17 | 17 | 17 | 17 | 17 | 17 | 17 | 18 | 18 | 18 |       |      | 13   | 5    |
| Brest           | 15 | 17 | 18 | 12 | 11 | 10 | 6  | 5  | 5  | 3  | 3  | 7  | 8  | 8  | 10 | 8  | 8  | 7  | 5  | 7  | 7  | 7  | 7  | 9  | 10 | 10 | 9  | 9  | 9  | 9  | 8  | 7  | 6  | 8  | 5  | 4  | 4  | 5  |       | 9    | 1    |      |
| Châteauroux     | 4  | 8  | 14 | 9  | 6  | 4  | 8  | 10 | 11 | 15 | 12 | 13 | 14 | 10 | 9  | 11 | 12 | 9  | 10 | 8  | 8  | 9  | 9  | 10 | 8  | 8  | 6  | 5  | 7  | 7  | 7  | 8  | 7  | 5  | 6  | 7  | 9  | 9  |       | 4    |      |      |
| Clermont        | 11 | 4  | 5  | 11 | 8  | 5  | 9  | 7  | 4  | 7  | 4  | 6  | 7  | 7  | 5  | 3  | 5  | 8  | 9  | 9  | 9  | 8  | 8  | 8  | 6  | 7  | 5  | 3  | 6  | 6  | 6  | 6  | 5  | 4  | 4  | 5  | 7  | 6  |       | 14   |      |      |
| Lorient         | 10 | 14 | 4  | 3  | 3  | 1  | 1  | 2  | 2  | 6  | 7  | 5  | 4  | 4  | 2  | 4  | 6  | 3  | 7  | 5  | 6  | 6  | 6  | 5  | 7  | 9  | 8  | 6  | 4  | 4  | 4  | 4  | 4  | 6  | 8  | 6  | 6  | 7  | 5     | 15   |      |      |
| Le Havre        | 1  | 1  | 1  | 1  | 1  | 2  | 4  | 4  | 7  | 5  | 8  | 8  | 6  | 6  | 7  | 7  | 3  | 4  | 4  | 6  | 5  | 5  | 5  | 6  | 5  | 5  | 7  | 8  | 8  | 8  | 9  | 10 | 10 | 10 | 9  | 8  | 5  | 4  | 6     | 13   |      |      |
| Lens            | 17 | 18 | 19 | 19 | 19 | 20 | 20 | 19 | 19 | 18 | 18 | 18 | 18 | 18 | 17 | 17 | 16 | 17 | 15 | 13 | 13 | 15 | 16 | 16 | 16 | 14 | 14 | 15 | 15 | 15 | 14 | 15 | 15 | 16 | 16 | 16 | 16 | 14 |       |      | 6    | 7    |
| Nancy           | 18 | 16 | 16 | 15 | 16 | 14 | 16 | 13 | 16 | 12 | 16 | 16 | 16 | 16 | 16 | 16 | 17 | 15 | 16 | 16 | 17 | 17 | 17 | 17 | 17 | 17 | 17 | 18 | 18 | 18 | 19 | 18 | 18 | 18 | 18 | 17 | 17 | 17 |       |      | 8    | 1    |
| Nîmes           | 16 | 10 | 10 | 13 | 12 | 9  | 5  | 3  | 8  | 8  | 6  | 4  | 3  | 2  | 3  | 2  | 2  | 2  | 2  | 2  | 2  | 2  | 2  | 2  | 2  | 2  | 2  | 2  | 2  | 2  | 2  | 2  | 2  | 2  | 2  | 2  | 2  | 2  | 24    | 5    |      |      |
| Niort           | 14 | 15 | 6  | 5  | 9  | 13 | 15 | 16 | 13 | 10 | 11 | 9  | 11 | 12 | 14 | 13 | 10 | 11 | 11 | 11 | 11 | 13 | 15 | 14 | 15 | 15 | 16 | 14 | 14 | 13 | 13 | 13 | 13 | 14 | 13 | 14 | 14 | 15 |       | 1    |      |      |
| Paris           | 12 | 5  | 11 | 14 | 13 | 11 | 7  | 6  | 6  | 4  | 5  | 3  | 5  | 5  | 6  | 5  | 4  | 6  | 6  | 4  | 4  | 3  | 3  | 4  | 4  | 3  | 4  | 7  | 5  | 5  | 5  | 5  | 8  | 7  | 7  | 9  | 8  | 8  |       | 20   |      |      |
| Quevilly-Rouen  | 7  | 12 | 17 | 18 | 18 | 18 | 17 | 18 | 18 | 19 | 19 | 19 | 19 | 19 | 19 | 19 | 19 | 19 | 19 | 19 | 18 | 18 | 19 | 19 | 18 | 19 | 19 | 19 | 19 | 19 | 18 | 19 | 19 | 19 | 19 | 19 | 19 | 19 |       |      | 9    | 25   |
| Reims           | 5  | 2  | 2  | 2  | 2  | 3  | 2  | 1  | 1  | 1  | 1  | 1  | 1  | 1  | 1  | 1  | 1  | 1  | 1  | 1  | 1  | 1  | 1  | 1  | 1  | 1  | 1  | 1  | 1  | 1  | 1  | 1  | 1  | 1  | 1  | 1  | 1  | 1  | 36    | 2    |      |      |
| Sochaux         | 3  | 3  | 3  | 4  | 10 | 8  | 12 | 12 | 15 | 17 | 15 | 12 | 9  | 9  | 8  | 10 | 9  | 10 | 8  | 10 | 10 | 10 | 10 | 7  | 9  | 6  | 10 | 10 | 10 | 10 | 10 | 9  | 9  | 9  | 10 | 10 | 10 | 10 |       | 4    |      |      |
| Tours           | 20 | 20 | 20 | 20 | 20 | 19 | 19 | 20 | 20 | 20 | 20 | 20 | 20 | 20 | 20 | 20 | 20 | 20 | 20 | 20 | 20 | 20 | 20 | 20 | 20 | 20 | 20 | 20 | 20 | 20 | 20 | 20 | 20 | 20 | 20 | 20 | 20 | 20 |       |      |      | 38   |
| Orléans         | 2  | 9  | 9  | 7  | 5  | 6  | 3  | 8  | 9  | 9  | 10 | 14 | 10 | 11 | 13 | 14 | 14 | 14 | 13 | 14 | 14 | 16 | 13 | 12 | 11 | 12 | 12 | 11 | 11 | 12 | 12 | 12 | 12 | 12 | 11 | 12 | 12 | 12 | 1     | 2    |      |      |
| Valenciennes    | 9  | 6  | 7  | 10 | 7  | 12 | 10 | 11 | 14 | 11 | 9  | 10 | 13 | 14 | 11 | 9  | 11 | 12 | 12 | 12 | 12 | 14 | 12 | 15 | 13 | 13 | 13 | 13 | 13 | 14 | 15 | 14 | 14 | 13 | 14 | 13 | 13 | 13 |       |      |      |      |

En gras et italique, équipes comptant un match en retard : (exemple : 14 pour le GFC Ajaccio à l’issue de la 19e journée)
1. ↑  GFC Ajaccio - Nîmes (19e journée) reporté entre la 22e et la 23e journée
2. ↑  Lens - Sochaux (21e journée) reporté entre la 23e et la 24e journée
3. ↑  Sochaux - Auxerre (28e journée) reporté entre la 29e et la 30e journée
4. ↑  Tours - Valenciennes (29e journée) reporté entre la 31e et la 32e journée
5. ↑  Reims - Le Havre (32e journée) reporté  entre la 36e et la 37e journée

### Buts marqués par journée
Ce graphique représente le nombre de buts marqués lors de chaque journée.

### Classement des buteurs
Mise à jour : 15 mai 2018
| Rang | Buteur               | Club             | Buts Note 1 | Pen. Note 2 | Pas. Note 3 | J Note 4 | Min. Note 5 | Pts. Note 6 |
| ---- | -------------------- | ---------------- | ----------- | ----------- | ----------- | -------- | ----------- | ----------- |
| 1    | Umut Bozok           | Nîmes Olympique  | 24          | 3           | 3           | 16       | 3048        | 40          |
| 2    | Rachid Alioui        | Nîmes Olympique  | 17          | 0           | 4           | 14       | 3154        | 35          |
| 3    | Jean-Philippe Mateta | Le Havre AC      | 17          | 1           | 0           | 14       | 2617        | 28          |
| 4    | Jordan Siebatcheu    | Stade de Reims   | 17          | 2           | 6           | 12       | 2628        | 31          |
| 5    | Ande Dona Ndoh       | Chamois niortais | 15          | 1           | 2           | 12       | 2915        | 19          |
| 6    | Ludovic Ajorque      | Clermont Foot 63 | 14          | 0           | 2           | 14       | 3121        | 33          |
| 7    | Pablo Chavarría      | Stade de Reims   | 14          | 1           | 9           | 12       | 3189        | 36          |
| 8    | Ghislain Gimbert     | AC Ajaccio       | 13          | 0           | 4           | 13       | 3086        | 28          |
| 9    | Riad Nouri           | AC Ajaccio       | 13          | 1           | 3           | 10       | 2773        | 24          |
| 10   | Yannick Gomis        | US Orléans       | 12          | 0           | 5           | 11       | 2378        | 14          |

| Source : Classement des buteurs sur le site de la LFP 1 : Nombre de buts inscrits incluant le nombre de pénaltys 2 : Nombre de pénaltys 3 : Nombre de passes décisives 4 : Nombre de matchs durant lequel le joueur a marqué 5 : Temps de jeu total en minutes 6 : Nombre de points du club du buteur |

### Classement des passeurs
Mise à jour : 15 mai 2018
| Rang | Passeur           | Club                     | Pas. Note 1 | CPA. Note 1 | J Note 2 | Min. Note 3 |
| ---- | ----------------- | ------------------------ | ----------- | ----------- | -------- | ----------- |
| 1    | Zinedine Ferhat   | Le Havre AC              | 20          | 6           | 15       | 3122        |
| 2    | Julien Faussurier | Stade brestois 29        | 13          | 0           | 12       | 3227        |
| 3    | Diego Rigonato    | Stade de Reims           | 13          | 8           | 10       | 2639        |
| 4    | Nicolas Gavory    | Clermont Foot 63         | 12          | 5           | 11       | 2831        |
| 5    | Kévin Fortuné     | RC Lens                  | 10          | 4           | 9        | 2825        |
| 6    | Pablo Chavarría   | Stade de Reims           | 9           | 0           | 9        | 3189        |
| 7    | Jonathan Clauss   | Quevilly-Rouen Métropole | 8           | 0           | 7        | 2245        |
| 8    | Téji Savanier     | Nîmes Olympique          | 8           | 6           | 8        | 2631        |
| 9    | Oumare Tounkara   | LB Châteauroux           | 7           | 0           | 6        | 2202        |
| 10   | Sébastien Roudet  | Valenciennes FC          | 7           | 1           | 7        | 2438        |

| Source : Classement officiel des passeurs de la LFP 1 : Nombre de passes décisives (+) dont coups de pied arrêtés (-) 2 : Nombre de matchs durant lequel le joueur a effectué une ou plusieurs passes décisives (+) 3 : Temps de jeu total en minutes (-) |

### Plus grosses affluences de la saison
| Rang | Match                                 | Journée | Date       | Affluence |
| ---- | ------------------------------------- | ------- | ---------- | --------- |
| 1    | RC Lens - Stade de Reims              | J12     | 21.10.2017 | 35 520    |
| 2    | RC Lens - Valenciennes FC             | J25     | 10.2.2018  | 28 303    |
| 3    | RC Lens - Nîmes Olympique             | J02     | 4.8.2017   | 25 265    |
| 4    | RC Lens - Paris FC                    | J36     | 30.4.2018  | 24 808    |
| 5    | RC Lens - Tours FC                    | J19     | 18.12.2017 | 22 864    |
| 6    | RC Lens - Le Havre AC                 | J34     | 20.4.2018  | 22 806    |
| 7    | RC Lens - FC Lorient                  | J06     | 9.9.2017   | 21 931    |
| 8    | RC Lens - US Quevilly-Rouen Métropole | J08     | 18.9.2017  | 20 891    |
| 9    | RC Lens - AC Ajaccio                  | J17     | 28.11.2017 | 20 880    |
| 10   | RC Lens - Clermont Foot 63            | J27     | 23.2.2018  | 20 626    |

### Affluences
Ce graphique représente le nombre de spectateurs lors de chaque journée.

## Bilan de la saison
- Meilleure attaque : Nîmes Olympique (75 buts).
- Meilleure défense : Stade de Reims (24 buts).
- Premier but de la saison :  Aldo Kalulu   7e pour le FC Sochaux-Montbéliard contre Bourg-en-Bresse 01 (2-0) le 28 juillet 2017
- Dernier but de la saison :  Saïd Benrahma   88e pour le LB Châteauroux contre le Stade brestois 29 (2-2) le 11 mai 2018
- Premier but contre son camp :  Pierre Bouby   42e (csc) de l'US Orléans en faveur de l'AJ Auxerre (3-1) le 18 août 2017
- Premier penalty :  Bruno Grougi   68e (pen.) pour le Stade brestois 29 contre LB Châteauroux (2-3) le 28 juillet 2017
- Premier but sur coup franc direct :  Patrik Eler   19e pour l'AS Nancy-Lorraine contre l'US Orléans (1-3) le 28 juillet 2017
- Premier doublé :  Ebenezer Assifuah   68e   85e pour Le Havre AC contre l'AJ Auxerre (4-1) le 4 août 2017
- Premier triplé :  Youssouf Hadji   19e   24e   44e pour l'AS Nancy-Lorraine contre le LB Châteauroux (4-1) le 29 septembre 2017
- Premier carton rouge :  Anthony Weber    45e avec le Stade brestois 29 contre le AC Ajaccio le 4 août 2017.
- But le plus rapide d'une rencontre : 
  -  Anthony Lippini   1re (csc) pour le Bourg-en-Bresse 01 contre le Tours FC (2-3) le 3 novembre 2017
  -  Didier Lamkel Zé   1re pour le Chamois niortais contre le Stade de Reims (1-2) le 8 décembre 2017
  -  Arnaud Nordin   1re pour l'AS Nancy-Lorraine contre le RC Lens (1-1) le 9 avril 2018
- But le plus tardif d'une rencontre : 
  -  Martin Mimoun   90+5e pour le Paris FC contre le Valenciennes FC (4-2) le 16 mars 2018
  -  Romain Philippoteaux   90+5e pour l'AJ Auxerre contre le Bourg-en-Bresse 01 (3-1) le 30 mars 2018
- Plus jeune buteur de la saison :  Matteo Tramoni à l'âge de 17 ans, 4 mois et 9 jours pour AC Ajaccio contre Bourg-en-Bresse 01 (2-0) le 29 septembre 2017.
- Plus vieux buteur de la saison :  Bruno Grougi à l'âge de 34 ans, 3 mois et 2 jours pour le Stade brestois 29 contre le La Berrichonne de Châteauroux (2-0), le 28 juillet 2017
- Journée de championnat la plus riche en buts : 38e journée (37 buts)
- Journée de championnat la plus pauvre en buts : 13e journée (18 buts)
- Nombre de buts inscrits durant la saison : 1035 buts
- Plus grand nombre de buts dans une rencontre : 9 buts
  - 5-4 lors de Bourg-en-Bresse 01 - AC Ajaccio le 2 mars 2018
- Plus large victoire à domicile : 5 buts d'écart
  - 6-0 lors de Football Club Lorient - Football Bourg-en-Bresse Péronnas 01 le 4 mai 2018
- Plus large victoire à l'extérieur : 6 buts d'écart
  - 0-6 lors de Bourg-en-Bresse 01 - RC Lens le 13 octobre 2017
- Plus grand nombre de buts en une mi-temps : 6 buts
  - 2e mi-temps de Bourg-en-Bresse 01 - Quevilly-Rouen Métropole (1-1, 3-5) le 16 janvier 2018
- Plus grand nombre de buts dans une rencontre pour un joueur : 3 buts
  -  Youssouf Hadji   19e   24e   44e pour l'AS Nancy-Lorraine contre le LB Châteauroux (4-1) le 29 septembre 2017
  -  Lebo Mothiba   19e   55e   86e pour le Valenciennes FC contre l'US Orléans (4-3) le 29 septembre 2017
  -  Umut Bozok   6e   51e   83e pour le Nîmes Olympique contre le Stade brestois 29 (4-0) le 20 octobre 2017
  -  Umut Bozok   14e   27e   68e pour le Nîmes Olympique contre Quevilly-Rouen Métropole (4-1) le 3 novembre 2017
  -  Jordan Siebatcheu   17e   39e   73e pour le Stade de Reims contre le Valenciennes FC (5-1) le 16 décembre 2017
- Doublé le plus rapide : 1 minute
  -  Ande Dona Ndoh   40e   41e pour le Chamois niortais FC contre le GFC Ajaccio (4-1) le 24 avril 2018
- Triplé le plus rapide : 25 minutes
  -  Youssouf Hadji   19e   24e   44e pour l'AS Nancy-Lorraine contre le LB Châteauroux (4-1) le 29 septembre 2017
- Les triplés de la saison :
  -  Youssouf Hadji   19e   24e   44e pour l'AS Nancy-Lorraine contre le LB Châteauroux (4-1) le 29 septembre 2017
  -  Lebo Mothiba   19e   55e   86e pour le Valenciennes FC contre l'US Orléans (4-3) le 29 septembre 2017
  -  Umut Bozok   6e   51e   83e pour le Nîmes Olympique contre le Stade brestois 29 (4-0) le 20 octobre 2017
  -  Umut Bozok   14e   27e   68e pour le Nîmes Olympique contre Quevilly-Rouen Métropole (4-1) le 3 novembre 2017
  -  Jordan Siebatcheu   17e   39e   73e pour le Stade de Reims contre le Valenciennes FC (5-1) le 16 décembre 2017
  -  Romain Philippoteaux   45+1e   71e (pen.)   90+5e pour l'AJ Auxerre contre le Bourg-en-Bresse 01 (3-1) le 30 mars 2018
- Plus grand nombre de spectateurs dans une rencontre :  35 520 spectateurs lors de RC Lens - Stade de Reims le 21 octobre 2017
- Plus petit nombre de spectateurs dans une rencontre : 588 spectateurs lors de Quevilly-Rouen Métropole - Bourg-en-Bresse 01 le 11 août 2017
- Plus grande série de victoires : 7 matchs pour le Stade de Reims entre la 16e journée et la 22e journée et entre la 29e journée et la 36e journée
- Plus grande série de défaites : 7 matchs pour le RC Lens entre la 1re et la 7e journée.
- Plus grande série de matchs sans défaite : 12 matchs pour le Paris FC entre la 12e et la 23e journée.
- Plus grande série de matchs sans victoire : 13 matchs pour le Tours FC entre la 1re et la 13e journée.
- Champion d'automne : Stade de Reims
- Champion : Stade de Reims

## Trophée UNFP
Chaque début de mois les internautes votent pour élire le meilleur joueur du mois.
| Mois      | Premier           | Premier         | Premier | Deuxième             | Deuxième               | Deuxième | Troisième        | Troisième       | Troisième |
| Mois      | Joueur            | Club            | %       | Joueur               | Club                   | %        | Joueur           | Club            | %         |
| --------- | ----------------- | --------------- | ------- | -------------------- | ---------------------- | -------- | ---------------- | --------------- | --------- |
| Août      | Zinedine Ferhat   | Le Havre AC     | 51%     | Florian Martin       | FC Sochaux-Montbéliard | 27%      | Denis Bouanga    | FC Lorient      | 22%       |
| Septembre | Jordan Siebatcheu | Stade de Reims  | 43%     | Florian Martin       | FC Sochaux-Montbéliard | 34%      | Yoane Wissa      | AC Ajaccio      | 23%       |
| Octobre   | Umut Bozok        | Nîmes Olympique | 44%     | Diego Rigonato       | Stade de Reims         | 42%      | Riad Nouri       | AC Ajaccio      | 14%       |
| Novembre  | Umut Bozok        | Nîmes Olympique | 59%     | Diego Rigonato       | Stade de Reims         | 25%      | Sébastien Roudet | Valenciennes FC | 16%       |
| Décembre  | Cristian Lopez    | RC Lens         | 52%     | Jordan Siebatcheu    | Stade de Reims         | 35%      | Umut Bozok       | Nîmes Olympique | 13%       |
| Janvier   | Dylan Saint-Louis | Paris FC        | 36%     | Jordan Siebatcheu    | Stade de Reims         | 34%      | Ghislain Gimbert | AC Ajaccio      | 30%       |
| Février   | Yunis Abdelhamid  | Stade de Reims  | 41%     | Saïd Benrahma        | LB Châteauroux         | 30%      | Pablo Chavarría  | Stade de Reims  | 29%       |
| Mars      | Umut Bozok        | Nîmes Olympique | 41%     | Romain Philippoteaux | AJ Auxerre             | 36%      | Diego Rigonato   | Stade de Reims  | 23%       |
| Avril     | Diego Rigonato    | Stade de Reims  | 52%     | Gaëtan Charbonnier   | Stade brestois 29      | 35%      | Jean-Louis Leca  | AC Ajaccio      | 13%       |

- Lors des Trophées UNFP 2018, il y a l'élection du meilleur joueur, gardien, entraîneur et de l'équipe type de la saison.

| Meilleur joueur | Meilleur gardien | Meilleur entraîneur |
| --------------- | ---------------- | ------------------- |
| Diego Rigonato  | Paul Bernardoni  | David Guion         |

| Gardien de but  | Défenseurs                                                        | Milieux de terrain                                | Attaquants                               |
| --------------- | ----------------------------------------------------------------- | ------------------------------------------------- | ---------------------------------------- |
| Paul Bernardoni | Vincent Le Goff Yunis Abdelhamid Julian Jeanvier Mickaël Alphonse | Romain Philippoteaux Téji Savanier Diego Rigonato | Rachid Alioui Umut Bozok Pablo Chavarría |